# Agutayan
Agutayan ist der Name einer Insel der Provinz Misamis Oriental auf den Philippinen. Sie liegt etwa 19 km vor der Nordküste der Insel Mindanao in der Macajalar Bay, einem Seegebiet im Süden der Mindanaosee. Die Insel hat eine Fläche von circa 5 km² und wird von der Stadtgemeinde Jasaan aus verwaltet. 
Agutayan ist eine auf der Krone eines Korallenriffs angeschwemmte Sandbank mit einer etwa 9 km langen Küstenlinie. Die Insel ist unbewohnt und weist keine Vegetation auf. Sie ist aber aufgrund der flachen, klaren Gewässer ein beliebtes Tauchgebiet. Ein ca. drei Hektar großes Meeresschutzgebiet wurde 1995 von den örtlichen Behörden vor der Küstenlinie der Insel eingerichtet. Das Korallenriff beherbergt eine große Artenvielfalt, so auch verschiedene Arten von Riesenmuscheln.